# 国家机关事务管理局北戴河接待服务中心
国家机关事务管理局北戴河接待服务中心（国家机关事务管理局北戴河服务局），是国家机关事务管理局直属事业单位。

## 沿革
原名国务院机关事务管理局北戴河接待服务中心（国务院机关事务管理局北戴河服务局）。2013年，国务院机关事务管理局更名国家机关事务管理局，该中心随之更名国家机关事务管理局北戴河接待服务中心（国家机关事务管理局北戴河服务局）。

## 职责
1. 负责指定的党和国家领导人、已退出领导岗位的党和国家领导人、最高人民法院院长、最高人民检察院检察长和已故领导人的配偶以及国务院指定的其他领导同志暑期在北戴河休养、度假的接待服务工作。
2. 负责国务院在北戴河办公、开会的接待服务工作。
3. 负责中心财务管理和国有资产管理工作。
4. 负责中心房屋的基建、修缮和物资设备的购置配备工作。
5. 负责中心的经营管理工作。
6. 负责中心消防安全、卫生和绿化美化工作。
7. 负责与地方政府及有关单位的协调保障工作。
8. 承办局领导交办的其他事项。

## 机构设置
- 办公室
- 财务处
- 房管处
- 服务一处（对外称海滨度假村）
- 服务二处（对外称东二路宾馆）
- 接待一处（对外称中海滩宾馆）
- 接待二处（对外称国海宾馆）[2]

## 历任领导
| 主任 …… - 鉴保卫（？—2000年12月） …… - 王克民（？—？） - 马乾坤（？—） 副主任 | 党委书记 |